# Монгвелфо
Монгвелфо (итал. Monguelfo) је насеље у Италији у округу Болцано, региону Трентино-Јужни Тирол.
Према процени из 2011. у насељу је живело 1450 становника. Насеље се налази на надморској висини од 1093 м.

## Географија
| Клима (Монгвелфо)          | Клима (Монгвелфо) | Клима (Монгвелфо) | Клима (Монгвелфо) | Клима (Монгвелфо) | Клима (Монгвелфо) | Клима (Монгвелфо) | Клима (Монгвелфо) | Клима (Монгвелфо) | Клима (Монгвелфо) | Клима (Монгвелфо) | Клима (Монгвелфо) | Клима (Монгвелфо) | Клима (Монгвелфо) |
| Показатељ \ Месец          | .Јан.             | .Феб.             | .Мар.             | .Апр.             | .Мај.             | .Јун.             | .Јул.             | .Авг.             | .Сеп.             | .Окт.             | .Нов.             | .Дец.             | .Год.             |
| -------------------------- | ----------------- | ----------------- | ----------------- | ----------------- | ----------------- | ----------------- | ----------------- | ----------------- | ----------------- | ----------------- | ----------------- | ----------------- | ----------------- |
| Средњи максимум, °C (°F)   | −0,4 (31,3)       | 2,2 (36)          | 6,1 (43)          | 10,3 (50,5)       | 15,0 (59)         | 18,8 (65,8)       | 21,4 (70,5)       | 20,5 (68,9)       | 17,7 (63,9)       | 12,1 (53,8)       | 4,6 (40,3)        | −0,4 (31,3)       | 21,4 (70,5)       |
| Средњи минимум, °C (°F)    | −8,7 (16,3)       | −7,3 (18,9)       | −3,8 (25,2)       | 0,0 (32)          | 3,9 (39)          | 7,3 (45,1)        | 9,2 (48,6)        | 8,8 (47,8)        | 6,1 (43)          | 1,9 (35,4)        | −3,3 (26,1)       | −7,8 (18)         | −8,7 (16,3)       |
| Количина падавина, mm (in) | 27,6 (10,87)      | 33,9 (13,35)      | 40,7 (16,02)      | 45,1 (17,76)      | 79,1 (31,14)      | 92,8 (36,54)      | 109,1 (42,95)     | 101,9 (40,12)     | 66,5 (26,18)      | 54,7 (21,54)      | 48,2 (18,98)      | 31,6 (12,44)      | 731,2 (287,89)    |
| [ тражи се извор ]         |                   |                   |                   |                   |                   |                   |                   |                   |                   |                   |                   |                   |                   |

## Становништво
| 1931. | 1936. | 1951. | 1961. | 1971. | 1981. | 1991. | 2001. | 2011. |
| ----- | ----- | ----- | ----- | ----- | ----- | ----- | ----- | ----- |
| 1.858 | 1.912 | 1.954 | 2.179 | 2.295 | 2.242 | 2.402 | 2.528 | 2.797 |